# Manuel de Eguilior y Llaguno
Manuel de Eguilior y Llaguno (Limpias, 3 de abril de 1842-Madrid, 31 de marzo de 1931). Abogado y político español, fue ministro de Hacienda durante la regencia de María Cristina de Habsburgo-Lorena y, reinando Alfonso XIII, ministro de Instrucción Pública y Bellas Artes y de Hacienda. Fue senador vitalicio.

## Biografía
Contrae matrimonio con Carmen Arial Llorens (1845-1916). Miembro del Partido Conservador inició su carrera política como diputado por Santander en 1881 volviendo a obtener escaño por la citada circunscripción electoral en las sucesivas legislaturas que se sucedieron entre hasta 1898.
Fue subsecretario del Ministerio de Hacienda a mediados de la década de 1880 y director general interino de lo Contencioso del Estado entre marzo y abril de 1886. Ministro de Hacienda entre el 21 de enero y el 5 de julio de 1890, repetiría al frente de este ministerio ya durante el reinado de Alfonso XIII en el gobierno que presidió Sagasta entre el 15 de noviembre y el 6 de diciembre de 1902. Posteriormente ocuparía la cartera de Instrucción Pública y Bellas Artes entre el 31 de octubre y el 1 de diciembre de 1905 en un gobierno presidido por Eugenio Montero Ríos. 
Fue gobernador del Banco de España entre octubre de 1897 y marzo de 1899 y, posteriormente, entre enero y julio de 1916.
En 1905 recibió el título de conde de Albox por su participación, en calidad de comisario regio, en las tareas de reconstrucción de una comarca almeriense tras las inundaciones que sufrió en 1891.
Fue concedido también el Gran Cruz de Orden de Isabel la Católica y Gran Cruz del Orden de Carlos III. 
Construyó su palacio condal en su pueblo natal de Limpias, Cantabria, bajo traza del arquitecto Emilio de la Torriente Aguirre, entre 1900 y 1903. Desde 2004 el palacio forma parte de la red de paradores nacionales de turismo de España.